# 클라라 라고
클라라 라고(Clara Lago, 1990년 3월 6일 ~ )는 스페인의 배우이다.

## 출연 작품
- 커뮤터 - 이바 역
- 오비터 9